# Iluminación de acento

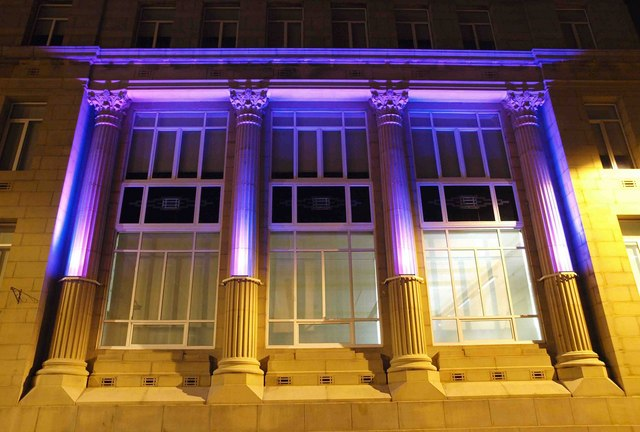
Iluminación de acento utilizado en la sede de Barnsley Building Society en la noche.

La iluminación de acento enfoca la luz en un área u objeto en particular. A menudo se usa para resaltar arte u otros artefactos. La iluminación de acento es dada usualmente por aparatos orientables como focos, proyectores o luces de suelo. La iluminación de acento también se puede usar en aplicaciones prácticas para iluminar escaleras, como en cines, o para iluminar pasillos.
Algunas luces de acento no están hechas para brillar sobre un objeto en particular, sino que son en sí mismas una obra de arte con una fuente de luz autónoma. A menudo hechos con vidrio Tiffany, estos sirven como una pieza de decoración funcional para un hogar.
Las luces de acento también se pueden usar al aire libre como guías para caminos o para resaltar el arte del jardín.